# 出発進行!うめじゅんです
出発進行!うめじゅんです(しゅっぱつしんこう!うめじゅんです)は、ラジオ大阪平日の朝に放送されていたワイド番組。現在の放送時間は、毎週月曜日〜金曜日の7:00 - 8:52。番組タイトルの“うめじゅん”は、パーソナリティの梅田淳（フリーアナウンサー、元・関西テレビアナウンサー）の愛称から取られている。

## 概要
当番組は、2006年4月1日から放送を開始。梅田にとっては、ラジオ大阪で初めてのレギュラー番組である。2008年6月30日までは、毎週土曜日の7:00 - 10:00に放送（土曜版）。2009年3月31日までは、梅田と女性アシスタントによる2人で進行していた。
2008年7月7日からは、「あなたの朝にチカラを!」をモットーに、水〜金曜日で平日版の放送も開始。土曜版は、放送時間を1時間短縮したうえで、『出発進行!うめじゅんです　土曜スペシャル』として放送を続けた。ちなみに月・火曜日には、当番組の兄弟番組として、松本恵治（ラジオ大阪アナウンサー、愛称“マツケイ”）をパーソナリティに起用した『出発進行!マツケイです』の放送を始めている。
2009年には、ラジオ大阪春の番組改編によって、土曜版と『出発進行!マツケイです』の放送を終了。その代わりに、月・火曜日にも当番組が放送されるようになった。
梅田は、平日版への完全移行を機に、ワンマンDJスタイルで生放送を進行。8:00の時報明けに放送される同局の定時ニュース『SANKEI EXPRESS NEWS』では、すべての曜日で自らニュース原稿を読んでいる。
当番組では土曜版から、放送直前までに報じられたニュースをテーマに、メールやFAXでリスナーからのメッセージを募集。梅田ならではの視点で、阪神タイガースをはじめとするスポーツ情報や、最新のニュースを取り上げる。
さらに平日版では、毎回1人（1組）のアーティスト（または共通のイメージ）をテーマに、関連する楽曲を3〜5曲放送。水曜日に蕭秀華が新作映画を2本紹介するほか、電話などでビッグゲストが登場することも多い。
2011年4月1日をもって放送終了。後番組は笑福亭銀瓶の銀ぎんワイド。梅田は土曜のニュース・ハイブリッドに異動する。

## 放送時間
『出発進行!うめじゅんです』
- 毎週月〜金曜日 7:00 - 8:52（2009年3月30日〜）
  - 2006年4月1日〜2008年6月30日：毎週土曜日 7:00 - 10:00
  - 2008年7月7日〜2009年3月27日：毎週水〜金曜日　7:00 - 8:52

『出発進行!うめじゅんです　土曜スペシャル』
- 毎週土曜日　7:00 - 9:00（2008年7月5日〜2009年3月28日）

## 出演者

### 現在
2009年10月現在
- 梅田淳（パーソナリティ、元関西テレビアナウンサー）
- 蕭秀華（水曜日のみ、「蕭秀華の映画大好き!」を担当）

いずれも、土曜版から出演している。
- 松本浩彦（甲南回生松本クリニック院長、胃袋ダイエットの提唱者、火曜日「健康一番!まっちゃん先生に聞け!」に出演）

### 過去
- 奥井ともこ（アシスタント、2007年4月7日〜2009年3月28日）
  - 関西を中心に活動するパーソナリティで、当番組の土曜版に出演する前は、『ありがとう浜村淳です』（MBSラジオ）でアシスタントを務めていた。平日版の放送が始まってからは、『出発進行!マツケイです』にもアシスタントとして登場していたが、改編と産休が重なったため降板。

土曜版のみ出演
- アシスタント
  - 河上ひろみ（“ヘルパー”の肩書きで出演、2006年4月1日〜2007年3月31日）

- お掃除レンジャー（商店街の清掃と番組宣伝を兼ねた中継リポーター、開始当初に出演）
  - イエロー：行部宗一（元・四国放送アナウンサー）
    - 2006年5月27日には、梅田の代役でパーソナリティを務めた。

  - ピンク：楠本見江子（吉本新喜劇で活躍した女優）
  - ブルー：大木三郎（吉本興業所属の若手芸人）

- 中継コーナー「NAOKOレポート」リポーター
  - NAOKO（吉本興業所属、2007年8月19日〜2008年9月27日）

その他、久路流平が“お掃除レンジャー”やゲストとして定期的に登場した。

## 主なコーナー
2009年10月現在。「　」は放送上のタイトル。時刻は目安。
- 「気になるニュース」（産経新聞の編集委員が不定期で電話出演）
- 「朝から言わせて!」（不定期でゲストが出演）
- 「ウェザーNAVI」（7:25頃） 
  - 梅田と日本気象協会キャスターによる掛け合いを通じて、天気予報と生活情報を伝える。
- 「うめじゅんのスポーツスクランブル」（7:45頃、土曜版のみの時代から放送）
  - 阪神タイガースをはじめ、国内外のスポーツの話題を幅広く取り上げる。
  - 『出発進行!マツケイです』では、「マツケイのスポーツスクランブル」として放送していた。
- 「SANKEI EXPRESS NEWS」（8:00）
- 「出発進行ホットコーナー」（日替わりコーナー、8:05頃）
  - 月曜日：「今週の虎!」（“越後屋”の通称で知られるサンケイスポーツの植村徹也編集局長が電話で出演）
  - 火曜日：「健康一番!まっちゃん先生に聞け!」（健康に関するリスナーからの質問に松本が回答）
  - 水曜日：「蕭秀華の映画大好き!」（以前は「朝の会社訪問」）
  - 木曜日：「ニュース各駅停車!」（番組で注目したニュースの関係者が電話で出演）
  - 金曜日：「旅めぐり・味めぐり」（以前は「うめじゅんの気になる話」）

### 箱番組
在阪AM局制作の生ワイド番組では珍しく、在京AM局制作の全国ネット番組（の一部）を、内包コーナー扱いで放送している。
- 「TOYOTA モーニングナビゲート・週刊エンター」（7:30頃、2010年春終了）
  - 文化放送の生ワイド番組『吉田照美 ソコダイジナトコ』内のコーナーで、NRN系列の全国ネットゾーンに該当。
- 『武田鉄矢・今朝の三枚おろし』（8:20頃、文化放送制作）

### 土曜版時代
- 「うめじゅん　この夢一番!」（ゲストコーナー）
- 「週末ワクワク列車」（平日版「旅めぐり・味めぐり」の前身）
- 「ひろみの関西お達者倶楽部」（河上が担当するコーナー）
- 中継コーナー（「お掃除レンジャー」→「NAOKOレポート」）
- 「ムービーランド」（蕭による映画紹介コーナー）
- 「何でもリサーチ」
- 「うめじゅんフラッシュニュース」（8:00の時報明けに梅田がニュースを読む）
- 「うめじゅんのなかよし広場」（スタジオのあるオーク200内の広場から梅田が中継）